# Kreisstraße 7 (Alexisbad)

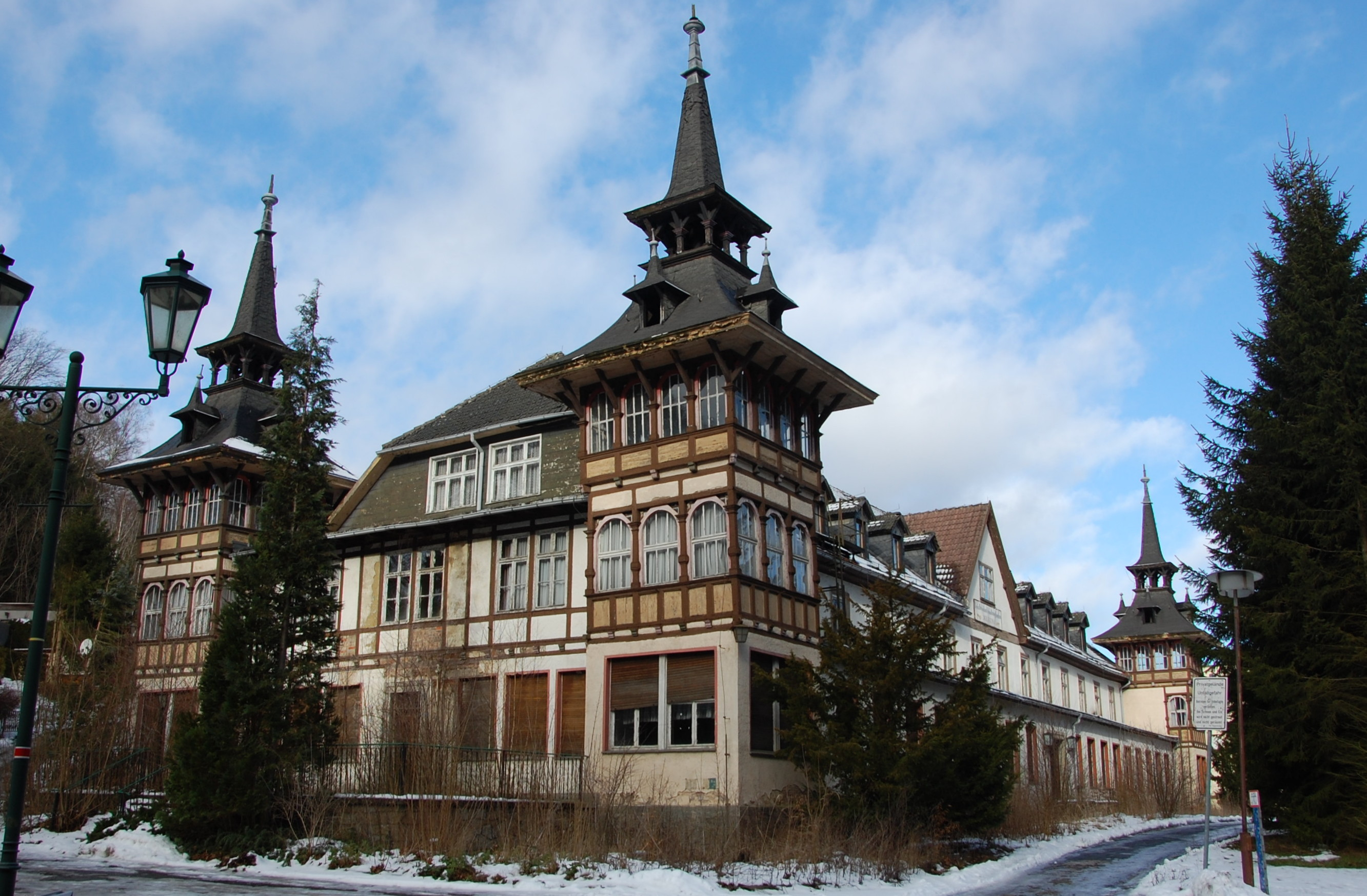
Haus Kreisstraße 7

Das Haus an der Kreisstraße 7 ist ein denkmalgeschütztes Gebäude im zur Stadt Harzgerode in Sachsen-Anhalt gehörenden Ortsteil Alexisbad im Harz.

## Lage
Es befindet sich im Selketal in der Ortsmitte von Alexisbad. Im örtlichen Denkmalverzeichnis ist es als Logishaus eingetragen. Etwas weiter südlich des Gebäudes, auf der anderen Seite der Anlagen der Selketalbahn, fließt die Selke.

## Architektur und Geschichte
Das in Fachwerkbauweise errichtete Gebäude entstand im Jahr 1810. Die Fassade ist weitgehend ohne Verzierungen gestaltet. Es diente im Zuge des beginnenden Kurbetriebs als Bade- und Gästehaus für die Kurgäste. Bereits im Jahr 1812 erfolgte eine Erweiterung um fünf Achsen. Ab 1817 diente das Gebäude nur noch als Pensionshaus. Es war in gleicher Weise wie das Badehaus in der Kreisstraße 10a und das 2003 abgerissene Kurhaus Alexisbad gestaltet und bildete mit diesen Bauten das Zentrum der Kuranlage.
Größere Umbauten wurden dann in der Zeit 1891 bis 1893 durch den damaligen Besitzer der Eisenhütte Mägdesprung und der Kuranlagen, Traugott Wenzel, veranlasst. Das Haus erhielt markante Ecktürme, deren Gestaltung sich an chinesischen Stilelementen orientiert. Darüber hinaus wurden vor das Gebäude umlaufende, doppelgeschossige Laubengänge gesetzt.